# Artemidoros från Efesos
Artemidoros från Efesos (Artemidorus Ephesius), var en grekisk kartograf och geograf. Han levde i slutet av 200-talet f.Kr och i början av 100-talet f.Kr.
Han besökte Italien (som ambassadör i Rom), Hispania, Egipto, och en stor del av de flodtäckta länderna vid Medelhavet. Han skrev ett omfattande geografiskt verk med titeln Periplus eller Geografumena i elva böcker av vilket endast fragment finns bevarade. Han lade till mycket information som han hade hämtat från sina föregångares verk såsom Agatharchides, Eratosthenes, etc. och kom att refereras till av både Strabon och Plinius den äldre.